# Коновалов Дмитро Петрович
Дмитро Петрович Конова́лов (10 (22) березня 1856 — 6 січня 1928) — російський, радянський науковець. Працював в галузях: хімія, метрологія, фізична хімія, термохімія, калориметрія, здійснив великий вплив на розвиток хімічної науки в цілому, — на становлення і розвиток промисловості в Росії, є одним з основоположників вчення про розчини, хімічної термодинаміки, суспільний і державний діяч, дійсний член АН СРСР (1923).

## Вклад у науку
Наукова діяльність Д. П. Коновалова надзвичайно багатогранна. Йому належать численні дослідження в галузі фізичної хімії, органічної хімії, технічної хімії, метрології. Однак центральне місце в науковій творчості Д. П. Коновалова все-таки займають його роботи по різним питанням саме фізичної хімії. Досягнення науковця в цій галузі складають основне ядро його наукової спадщини — тут круг його інтересів дуже широкий: дослідження Д. П. Коновалова відносяться до таких найважливіших її розділів як теорія розчинів, хімічна рівновага, хімічна кінетика і каталіз та ін.